# Body Shots
Body Shots – amerykański dramat filmowy z 1999 roku w reżyserii Michaela Cristofera, według scenariusza Davida McKenny.

## Fabuła
Grupa przyjaciółek wybiera się wieczorem do klubu. Tam spotykają kilku mężczyzn.

## Obsada
Obsada na podstawie:
- Sean Patrick Flanery jako Rick Hamilton
- Jerry O'Connell jako Michael Penorisi
- Amanda Peet jako Jane Bannister
- Tara Reid jako Sara Olswang
- Ron Livingston jako Trent
- Emily Procter jako Whitney Bryant
- Brad Rowe jako Shawn Denigan
- Sybil Temtchine jako Emma Cooper

## Odbiór
Film został szeroko skrytykowany. Rotten Tomatoes dały filmowi zaledwie 11% pozytywnych ocen na podstawie 28 opinii. Na portalu Metacritic otrzymał 36% na podstawie 29 opinii.